# Antoni Monsó i Lledós
Mossèn Antoni Monsó i Lledós (Tremp, 1897 - Puigcerdà, 1936) fou un organista i director de cor català.
Va ser destinat com a organista a la parròquia de Santa Maria de Puigcerdà l'any 1925, en què va substituir mossèn Enric Marfany. Dirigí el cor infantil del Foment Cultural de la Cerdanya. Monsó va compondre música popular i religiosa. Va morir assassinat a la carretera de la Collada de Toses l'agost de 1936 a l'edat de 39, anys al costat de l'historiador i arxiver mossèn Jaume Martí Sanjaume. Moltes de les seves composicions es conserven al Arxiu Comarcal de la Cerdanya.